# Миенян
Миенян е град в Китай. Населението му в градската част е 985 586 жители, а по-голямата градска единица, която включва и града, е с население от 4 613 871 жители (2010 г.). Намира се в часова зона UTC+8. Телефонният му код е 0816, а пощенският 621000.